# Calocosmus venustus
Calocosmus venustus är en skalbaggsart som först beskrevs av Louis Alexandre Auguste Chevrolat 1838.  Calocosmus venustus ingår i släktet Calocosmus och familjen långhorningar.
Artens utbredningsområde är:
- Bahamas.
- Kuba.

Inga underarter finns listade.